# Den eneste ene 2
|  | Denne artikel er oprettet af botten PalnaBot ud fra en ekstern database. Den kan derfor have sproglige fejl eller mangler. Denne skabelon kan fjernes efter kontrol af indholdet. |

The One and Only 2 er en kortfilm instrueret af Morten Boesdal Halvorsen efter manuskript af Morten Boesdal Halvorsen.